# Victoria Harbour

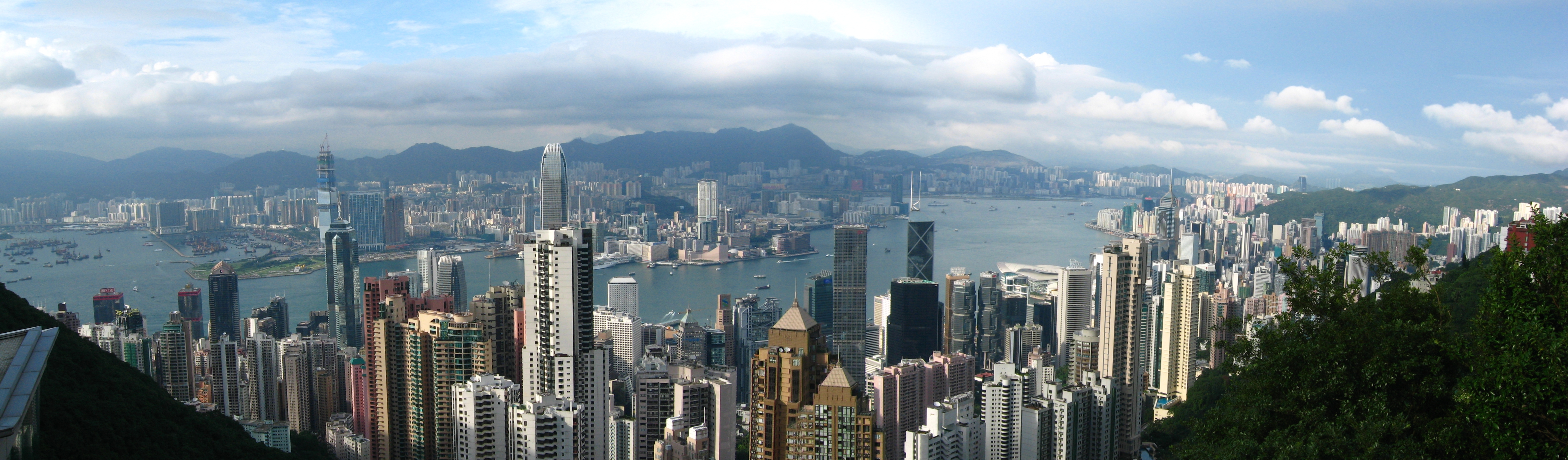
Dagtidsvy över Victoria Harbour från Victoria Peak.

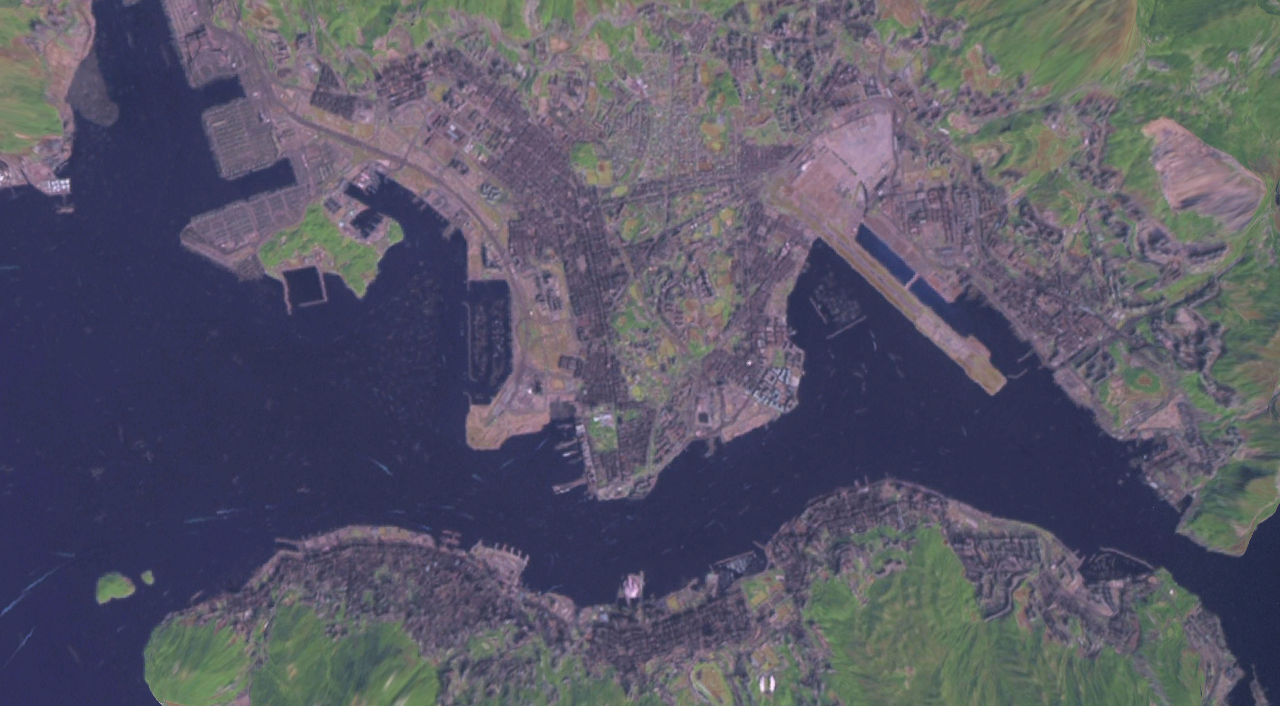
Satellitbild över Victoria Harbour

Victoria Harbour (ibland på svenska Victoriahamnen) är en naturlig hamn belägen mellan Kowloon och Hongkongön i Kina.
Dess djupa vatten och strategiska läge i sydkinesiska havet är de huvudsakliga faktorerna till att Hongkong blev en viktig brittiska handelskoloni under det tidiga 1800-talet. Än idag är hamnen ett stort handelscentrum.
På grund av sitt läge mellan Hongkong och Kowloon är hamnen också ett stort turistmål.
Emedan det inte finns några broar över hamnen så går det tre tunnlar under ytan vilka förbinder Hongkong med fastlandet. Star Ferry, en färjelinje, trafikerar också hamnen med fyra rutter. Dessa transporterar cirka 55 000 personer om dagen.